# Peter Dionisius
Peter Dionisius, död efter 1604, var en arkitekt verksam i Sverige.
Dionisius var sannolikt inkallad från Tyskland, och ledde från 1581 om- och nybyggnader av Nyköpings slott tillsammans med Willem och Gillis de Besche d.ä., av vilka den senare blev Dionisius svärson. Dionisius utförde även 1601–04 de nya befästningsarbetena vid Kalmar slott.